# Тса-Ле-Молека
Тса-Ле-Молека (англ. Ts'A-Le-Moleka) — одна з місцевих громад, що розташована в районі Бута-Буте, Лесото. Населення місцевої громади у 2006 році становило 18 737 осіб.